# Caudipteridae
A Caudipteridae az oviraptorosaurus dinoszauruszok egyik családja, amely a kora kréta korban élt Kína területén. Maradványaikat a Jihszien (Yixian)- és a Csiufotang (Jiufotang)-formációk 125–120 millió éves rétegeiben találták meg. A csoport egyedi jellemzői közé tartozik az egyedi tőr alakú pygostyle (a madarak farkának végén levő, legyezőszerű tollak rögzítésére szolgáló csont). A csoportot kládként nem definiálták.
Az elsőként leírt caudipterida a Caudipteryx zoui (melyet 1998-ban neveztek el), bár magát a családot csak a második faj, a Caudipteryx dongi felfedezése után, 2000-ben hozták létre. A Caudipteridae a Caudipteryx nemre korlátozódott, azaz monotípikus volt, és gyakran redundánsnak tekintették. Azonban 2008-ban elkészült a Similicaudipteryx yixianensis leírása, ezt a fajt pedig szintén caudipteridaként osztályozták.

## Fordítás
- Ez a szócikk részben vagy egészben a Caudipteridae című angol Wikipédia-szócikk ezen változatának fordításán alapul.  Az eredeti cikk szerkesztőit annak laptörténete sorolja fel. Ez a jelzés csupán a megfogalmazás eredetét és a szerzői jogokat jelzi, nem szolgál a cikkben szereplő információk forrásmegjelöléseként.